# Amphiacusta bahamensis
Amphiacusta bahamensis är en insektsart som först beskrevs av Morse 1905.  Amphiacusta bahamensis ingår i släktet Amphiacusta och familjen syrsor. Inga underarter finns listade i Catalogue of Life.